# Apszerońsk
Apszerońsk (ros. Апшеронск) – miasto w Rosji, w Kraju Krasnodarskim, centrum administracyjne rejonu apszerońskiego.
Miasto położone nad rzeką Pszechą, lewym dopływem rzeki Biełej, w dorzeczu rzeki Kubań, 357 km na południowy wschód od Krasnodaru, 43 km od Biełorieczieńska i 5 km od granicy Adygei.
Miejscowość powstała jako stanica w 1863 przy obozie apszerońskiego pułku armii rosyjskiej (nazwa Apszerońsk od portu z czasów pochodu cara Piotra I z lat 1722–1723). Od 1947 status miasta.
W mieście rozwinął się przemysł drzewny i maszynowy.